# Phanerotrematidae
De Phanerotrematidae zijn een familie van uitgestorven weekdieren uit de klasse van de Gastropoda (slakken).

## Geslacht
- Phanerotrema P. Fischer, 1885 †